# IC 2981
IC 2981 је спирална галаксија у сазвјежђу Велики медвјед која се налази на листи објеката дубоког неба у Индекс каталогу.
Деклинација објекта је + 32° 11' 24" а ректасцензија 11h 55m 42,5s. Привидна величина (магнитуда) објекта IC 2981 износи 14,0 а фотографска магнитуда 14,9. IC 2981 је још познат и под ознакама MCG 5-28-48, CGCG 157-56, KUG 1153+324, PGC 37462.